# Římskokatolická farnost Bohuslavice u Konice
Římskokatolická farnost Bohuslavice u Konice je územní společenství římských katolíků s farním kostelem sv. Bartoloměje v děkanátu Konice.

## Území farnosti a sakrální stavby
Farnost Bohuslavice u Konice existovala již ve 14. století, kolem roku 1620 zanikla, ale v roce 1651 byla znovu obnovena. Náleží do ní následující obce s těmito sakrálními stavbami:
- Bohuslavice (okres Prostějov)
  - Farní kostel sv. Bartoloměje
- Hačky
  - Kaple Panny Marie
- Hvozd (okres Prostějov) (bez místní části Otročkov, Klužínek a Vojtěchov)
  - Kaple sv. Václava
- Polomí
- Raková u Konice
  - Kaple svaté Anny
- Rakůvka
  - Kaple Nanebevzetí Panny Marie